# Empereur du Mexique
Pour les articles homonymes, voir Trône (homonymie).
L'empereur du Mexique (en espagnol : Emperador de México) fut le chef de l'État mexicain lorsque celui-ci fut, à deux reprises, une monarchie constitutionnelle connu comme l'Empire mexicain,, en 1822-1823 (Premier Empire), puis entre 1863 et 1867 (Second Empire).

## Héritiers de la couronne du Mexique

### Premier Empire
- La monarchie mexicaine, en plus d'être modérée et constitutionnelle, est aussi héréditaire.
- Par conséquent, la nation appelle à la succession de la couronne au décès de l'empereur, son fils aîné, don Agustín Jerónimo de Iturbide. La Constitution de l'Empire fixera l'ordre de succession à la couronne.
- Le prince héritier sera appelé prince impérial et aura le traitement d'altesse impériale.
- Les fils ou les filles légitimes de S.M.I. seront titrés princes mexicains et auront le traitement d'Altesse.
- Don José Joaquín de Itúrbide y Arreguí, père de l'empereur, est titré prince de l'Union avec traitement d'altesse pendant toute sa vie. Doña María Nicolasa de Itúrbide y Arámburu, sœur de l'empereur, est également titrée princesse Iturbide avec traitement d'altesse.

### Second Empire

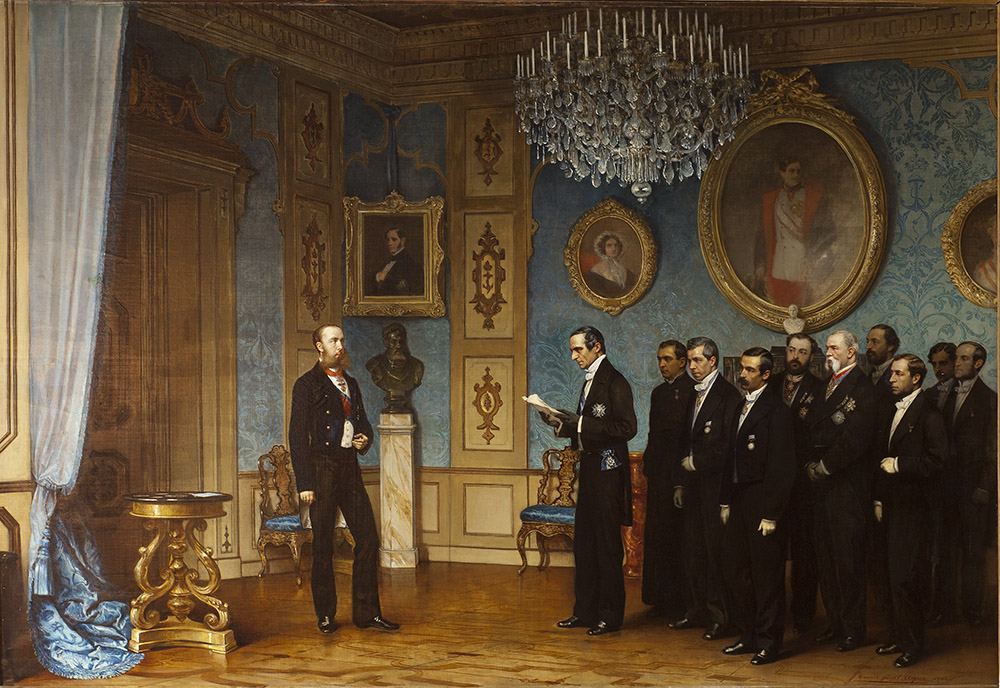
La commission mexicaine qui invita Maximilien de Habsbourg à occuper le trône du Mexique

- La nation mexicaine adopte pour forme de gouvernement la monarchie modérée et héréditaire sous un prince catholique après l'expédition française.
- Le souverain prendra le titre d'empereur du Mexique.
- La couronne impériale sera offerte à S.A.I. le prince Maximilien de Habsbourg, archiduc d'Autriche pour lui et ses descendants.
- Dans le cas où, par des circonstances qu'on ne peut prévoir, l'archiduc Maximilien de Habsbourg ne prendrait pas possession du trône qui lui est offert, la nation mexicaine s'en remet à la bienveillance de S.M. Napoléon III, empereur des Français, pour qu'il désigne un autre prince catholique à qui la couronne sera offerte.

## Liste des souverains
Après la déclaration de l'indépendance du Mexique, le Parlement mexicain avait l'intention d'établir une union personnelle avec l'Espagne : le roi d'Espagne Ferdinand VII serait devenu empereur du Mexique et les deux pays auraient été gouvernés par leurs propres lois et par des gouvernements différents. En cas de refus du roi d'Espagne, la loi prévoyait de donner le trône du Mexique à un membre de la famille Bourbon. Cependant, Ferdinand VII ne reconnut pas l'indépendance du Mexique et déclara que l'Espagne n'autoriserait pas un prince européen à monter sur le trône mexicain. Parallèlement, la Capitainerie générale du Guatemala, nouvellement indépendante elle aussi, se rallia à l'Empire mexicain à cause principalement de sa faiblesse dans la région : ses anciennes provinces du Costa Rica, du Nicaragua et du Salvador avaient en effet opté pour l'annexion au Mexique, qui leur offrait une situation politique enviable Plan d'Iguala.
| Portrait                                        | Nom                                                                         | Règne       | Notes | Armoiries |
| ----------------------------------------------- | --------------------------------------------------------------------------- | ----------- | --- | --------- |
| Régence : Agustín de Iturbide (1821 – 1822)     |                                                                             |             | |           |
|                                                 | Augustin Ier (27 septembre 1783 - 19 juillet 1824) Maison de Iturbide       | 1822 – 1823 | La régence mexicaine s'attribua le droit de nommer un empereur indépendant de l'Espagne, mais le 18 mai 1822, des soldats et une foule nombreuse lui demandent de se proclamer empereur du Mexique sous le nom d'Augustin Ier. Il y consent et, le lendemain, par 67 voix contre 15 le Congrès mexicain entérine ce choix. Le 19 mars 1823, Iturbide abdiqua et accepta de quitter le pays sans combat en échange d'une pension. Il décida de retourner au Mexique et débarqua à Tamaulipas le 15 juillet 1824, où il fut immédiatement arrêté et rapidement fusillé par les autorités locales,.              |           |
| Régence : Juan Nepomuceno Almonte (1863 – 1864) |                                                                             |             | |           |
|                                                 | Maximilien Ier (6 juillet 1832 - 19 juin 1867) Maison de Habsbourg-Iturbide | 1864 – 1867 | À l'origine de cette initiative se trouvent des conservateurs mexicains en Europe qui souhaitaient installer au Mexique un souverain européen catholique et conservateur. José-Manuel Hidalgo y Esnaurrizar, l'un d'entre eux, fit la connaissance de l'Impératrice Eugénie et réussit à l'intéresser à sa cause. Napoléon III qui avait déjà son idée chercha et trouva, après avoir essuyé le refus d'autres princes, l'archiduc Maximilien de Habsbourg qui venait de refuser d'être roi de Grèce. Après avoir hésité longtemps et encouragé par sa femme Charlotte, celui-ci accepta de devenir empereur. |           |

## Liste des prétendants au trône du Mexique

### Maison de Iturbide
Chefs de la Maison impériale
- 19 mai 1822 - 19 mars 1823 : Augustin Ier, empereur jusqu'en 1823 quand la République fut proclamée.
- 19 juillet 1824 - 10 octobre 1863 : Augustin II, fils de Augustin Ier

### Maison de Habsbourg-Iturbide, branche d'Iturbide
Chefs de la Maison impériale
- 10 octobre 1863 - 15 mai 1867 : Maximilien Ier, empereur jusqu'en 1867 quand la République fut proclamée.
- 19 juin 1867 - 3 mars 1925 : Augustin III, fils adoptif de Maximilien Ier et petit-fils biologique de Augustin Ier
- 3 mars 1925 - 1er novembre 1949 : Marie Ire, petite-fille adoptive de Maximilien Ier et arrière-petite-fille biologique de Augustin Ier
- 1er novembre 1949 - 1962 : Marie II, fille de Marie Ire[réf. nécessaire]
- 1962 - 27 janvier 1981 : Marie III, sœur cadette de Marie II[réf. nécessaire]
- 27 janvier 1981 - aujourd'hui : Maximilien II, fils de Marie III

## Généalogie
- Maximilien Ier du Mexique
- Augustin Ier du Mexique 
  -   Augustin II 
  -  Ángel de Iturbide y Huarte 
    -   Augustin III 

  - Salvador de Iturbide y Huarte
    -  Salvador de Iturbide y Marzán 
      -   Marie Ire 
        -  Marie II
        -  Marie III
          -   Maximilien II